# Soyez ma femme
Pour plus de détails, voir Fiche technique et Distribution.
Soyez ma femme (Be My Wife) est un film américain réalisé par Max Linder, sorti en 1921.

## Synopsis
Max tente de séduire la belle Mary qui n’est pas insensible à son charme. Mais c’est sans compter l’opposition de la tante Agatha qui n’apprécie par Max et a prévu de faire convoler sa nièce avec le peu engageant Archie. Max va devoir développer des trésors d’ingéniosité pour parvenir à ses fins.
Après bien des péripéties Il finira par gagner le cœur de sa bien-aimée en mettant en scène une terrible bagarre entre un cambrioleur fictif et lui-même,  en prenant bien soin que Mary, Archie et tante Agatha entendent le combat d’une pièce voisine. Victorieux de la lutte (!) et conquiert ainsi la main de Mary et l’estime de la tante revêche.

## Fiche technique
- Titre original : Be My Wife
- Titre français : Soyez ma femme
- Réalisation : Max Linder
- Scénario : Max Linder
- Photographie : Charles Van Enger
- Pays d'origine : États-Unis
- Format : Noir et blanc - 1,33:1 - Film muet
- Genre : comédie
- Date de sortie : 1921

## Distribution
- Max Linder : Max
- Alta Allen : Mary
- Caroline Rankin : Tante Agatha
- Lincoln Stedman : Archie
- Rose Dione : Madame Coralie